# Town of Cottesloe
Town of Cottesloe är en kommun i Australien. Den ligger i delstaten Western Australia, omkring 11 kilometer sydväst om delstatshuvudstaden Perth. Antalet invånare är 8 572.
Runt Cottesloe är det i huvudsak tätbebyggt. Runt Cottesloe är det mycket tätbefolkat, med 1 754 invånare per kvadratkilometer. Genomsnittlig årsnederbörd är 1 018 millimeter. Den regnigaste månaden är maj, med i genomsnitt 176 mm nederbörd, och den torraste är februari, med 9 mm nederbörd.